# Matthias Aschenbrenner

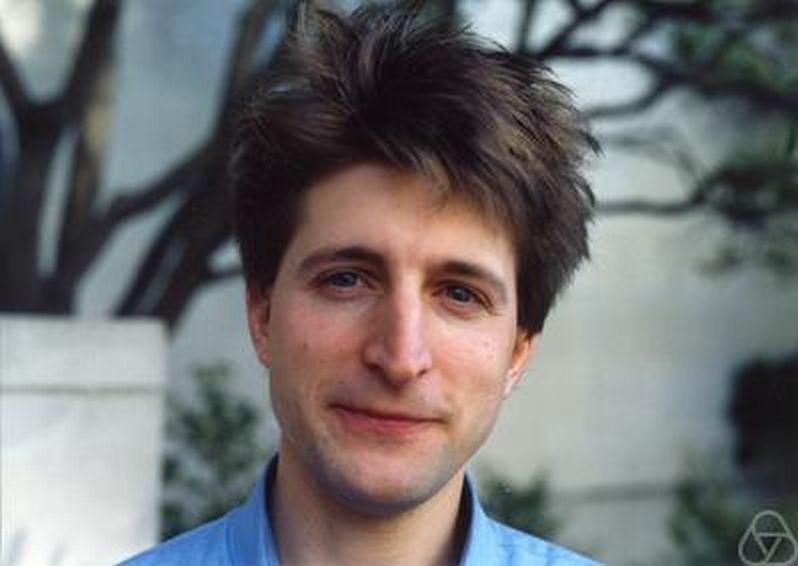
Matthias Aschenbrenner, Berkeley 2001

Matthias Aschenbrenner (* 1972 in Kötzting) ist ein deutsch-US-amerikanischer Mathematiker, der sich mit Mathematischer Logik und Algebra befasst.

## Studium und Karriere
Aschenbrenner studierte ab 1993 an der Universität Passau Informatik und Mathematik (Vordiplom 1996), ab 1996 an der Brandeis University und ab 1997 an der University of Illinois at Urbana-Champaign mit dem Master-Abschluss 1999 und der Promotion bei Lou van den Dries 2001. Für die Dissertation Ideal membership in polynomial rings over the integers erhielt er den Gerald E. Sacks Prize der Association for Symbolic Logic. Als Post-Doktorand war er Morrey-Gastprofessor an der University of California, Berkeley, und 2003 am MSRI. 2003 wurde er Assistant Professor und 2006 Associate Professor an der University of Illinois at Chicago und 2007 Associate Professor und 2011 Professor an der University of California, Los Angeles. Seit 2020 ist er Professor an der Fakultät für Mathematik der Universität Wien. Seit 2021 ist er Mitglied des Vorstandes der Deutschen Vereinigung für Mathematische Logik und für Grundlagenforschung der exakten Wissenschaften.

## Werk
Aschenbrenner befasst sich mit Differentialalgebra (Trans-Reihen), algorithmischer Algebra und Modelltheorie und mit 3-Mannigfaltigkeiten-Gruppen.
Er war eingeladener Sprecher auf dem Internationalen Mathematikerkongress 2018 in Rio de Janeiro (mit Lou van den Dries, Joris van der Hoeven: On numbers, germs, and transseries). 2012 wurde er Fellow der American Mathematical Society. 2018 erhielt er den Karp-Preis.

## Privates
Aschenbrenner hat die deutsche und US-amerikanische Staatsbürgerschaft. Er ist mit der Volkswirtschafts-Professorin Kirsten Wandschneider verheiratet und hat drei Töchter. Zwei Rufe nach Deutschland (Münster und Freiburg) schlug er aus, weil keine Stelle für seine Frau geboten wurde.  Schließlich scheiterte eine Rückkehr nach Deutschland für das Ehepaar an der (rechtlich nicht existenten) Frauenquote – seine Ehefrau hätte eine Professorenstelle in Berlin bekommen, er aufgrund besagter Frauenquote an der Professorenstelle, auf die er sich gleichzeitig an der Humboldt-Universität bewarb, ohne über die Hintergründe informiert zu sein, auch bei besserer Qualifikation nicht; die Universität brach das Bewerbungsverfahren ganz ab, um seine Berufung vermeiden zu können.

## Schriften (Auswahl)
- Ideal membership in polynomial rings over the integers, J. Amer. Math. Soc., Band 17, 2004, S. 407–441. Arxiv
- mit Christoph Hillar: Finite generation of symmetric ideals, Trans. AMS, Band 359, 2007, S. 5171–5192. Arxiv 2004
- mit H. Schoutens: Lefschetz extensions, tight closure, and big Cohen-Macaulay algebras, Israel J. Math., Band 161, 2007, S. 221–310.
- mit Raymond Hemmecke: Finiteness theorems in stochastic integer programming, Found. Comput. Math., Band 7, 2007, S. 183–227.  Arxiv 2005
- mit Christoph Hillar: An Algorithm for Finding Symmetric Gröbner Bases in Infinite Dimensional Rings, Arxiv 2008
- mit Stefan Friedl: Residual properties of graph manifold groups, Topology Appl., Band 158, 2011, S. 1179–1191.
- mit L. van den Dries, J. van der Hoeven: Towards a model theory for transseries, Notre Dame J. Form. Log., Band 54, 2013, S. 279–310. Arxiv
- mit S. Friedl: 3-manifold groups are virtually residually p, Memoirs of the AMS 225, 2013, Arxiv 2010
- mit S. Friedl, Henry Wilton: Decision problems for 3-manifolds and their fundamental groups, Arxiv 2014
- mit van den Dries, van der Hoeven: The surreal numbers as a universal H-field, J. EMS, Arxiv 2015
- mit S. Friedl, Henry Wilton: 3-Manifold Groups, EMS Series of Lectures in Mathematics, vol. 20,  European Mathematical Society (EMS), Zürich, 2015. Arxiv
- mit Lou van den Dries, Joris van der Hoeven: Asymptotic Differential Algebra and Model Theory of Transseries, Annals of Mathematical Studies 195, Princeton UP 2017, Arxiv